# Barhani Bazar
Barhani Bazar es un pueblo y nagar Panchayat situado en el distrito de Siddharthnagar en el estado de Uttar Pradesh (India). Su población es de 14492 habitantes (2011). 

## Demografía
Según el censo de 2011 la población de Barhani Bazar era de 14492 habitantes, de los cuales 7520 eran hombres y 6972 eran mujeres. Barhani Bazar tiene una tasa media de alfabetización del 76,54%, superior a la media estatal del 67,68%: la alfabetización masculina es del 82,80%, y la alfabetización femenina del 69,79%.